# Ariano (nome)
Ariano  è un nome proprio di persona italiano maschile.

## Varianti
- Maschili: Arriano[1]
- Femminili: Ariana[2][3]

### Varianti in altre lingue
- Catalano: Arià[5]
  - Femminili: Ariana[5]
- Latino: Arianus[1][3]
- Spagnolo: Ariano[5]
  - Femminili: Ariana[5]

## Origine e diffusione
Alcune fonti considerano questo nome un patronimico del nome Ario (quindi "seguace di Ario"). Poiché però la dottrina di Ario, l'arianesimo, venne bollata come eretica e combattuta dalla Chiesa, secondo altre fonti è più plausibile che si tratti di un etnico riferito alla Persia (i cui abitanti nobili erano chiamati arya) oppure, specie per la forma femminile, di una variante di Arianna; nel Sud Italia può anche ricollegarsi ad alcuni toponimi (Ariano Irpino in provincia di Avellino e Ariano in provincia di Salerno).
La diffusione in Italia, maggiore al Nord e al Centro, è collegata probabilmente col culto di un sant'Ariano, martire in Oriente.

## Onomastico
L'onomastico si può festeggiare l'8 marzo in memoria di sant'Ariano, governatore di Tebe, convertito e martire sotto Diocleziano, oppure il 5 marzo in ricordo di sant'Adriano, chiamato anche Ariano, martire a Cesarea in Palestina (che dà il nome all'isola di sant'Ariano nella laguna veneta).

## Persone
- Ariano Monti, calciatore italiano
- Ariano Suassuna, drammaturgo e poeta brasiliano